# Georgian Bay
Georgian Bay (ang. Georgian Bay, fr. baie Georgienne) – zatoka Jeziora Huron, położona całkowicie w prowincji Ontario w Kanadzie. Znajduje się w północno-wschodniej części Huronu i jest wyraźnie oddzielona od głównego akwenu jeziora Półwyspem Bruce’a na południu oraz wyspą Manitoulin na północy.

## Rys ogólny
Georgian Bay jest otoczona następującymi jednostkami administracyjnymi (podług ruchu wskazówek zegara):
- Dystrykt Manitoulin,
- Dystrykt Sudbury,
- Dystrykt Parry Sound,
- Dystrykt Muskoka,
- Hrabstwo Simcoe,
- Hrabstwo Grey
- Hrabstwo Bruce.

Szeroki na 32 km kanał o nazwie ang. The Main Channel oddziela Półwysep Bruce’a od wyspy Manitoulin, łącząc tymże Georgian Bay z resztą Jeziora Huron. Szeroki i długi kanał North Channel (Ontario) oddziela wyspę Manitoulin od lądu stałego na północy w Sudbury District. North Channel łączy się z Georgian Bay wąskim przesmykiem usytuowanym na zachód od Killarney, na wysokości miejscowości Little Current na wyspie Manitoulin. Dawniej kanał ten stanowił ważną trasę dla parowców kursujących po Wielkich Jeziorach.
Północne brzegi zatoki oraz akwen Georgian Bay stanowiły rdzenne tereny kultur Indian Anishinaabe. Południowe zamieszkiwane były przez Indian Huronów. Zatoka stanowiła ważny szlak kupiecki pomiędzy skupiskami rozmaitych plemion Odżibwe, mówiących po algonkiańsku oraz Huronów.
Francuski podróżnik, wojskowy i późniejszy pierwszy francuski gubernator Nowej Francji (Kanady), Samuel de Champlain, był pierwszym znanym Europejczykiem w tych stronach. Odwiedził on Georgian Bay w latach 1615-16, nadając jej nazwę "La Mer douce" (Morze Łagodne). Nazwę "Georgian Bay" (na cześć króla Jerzego IV) jezioru nadał w 1882 r. porucznik Henry Bayfield z Royal Navy.

## Geografia

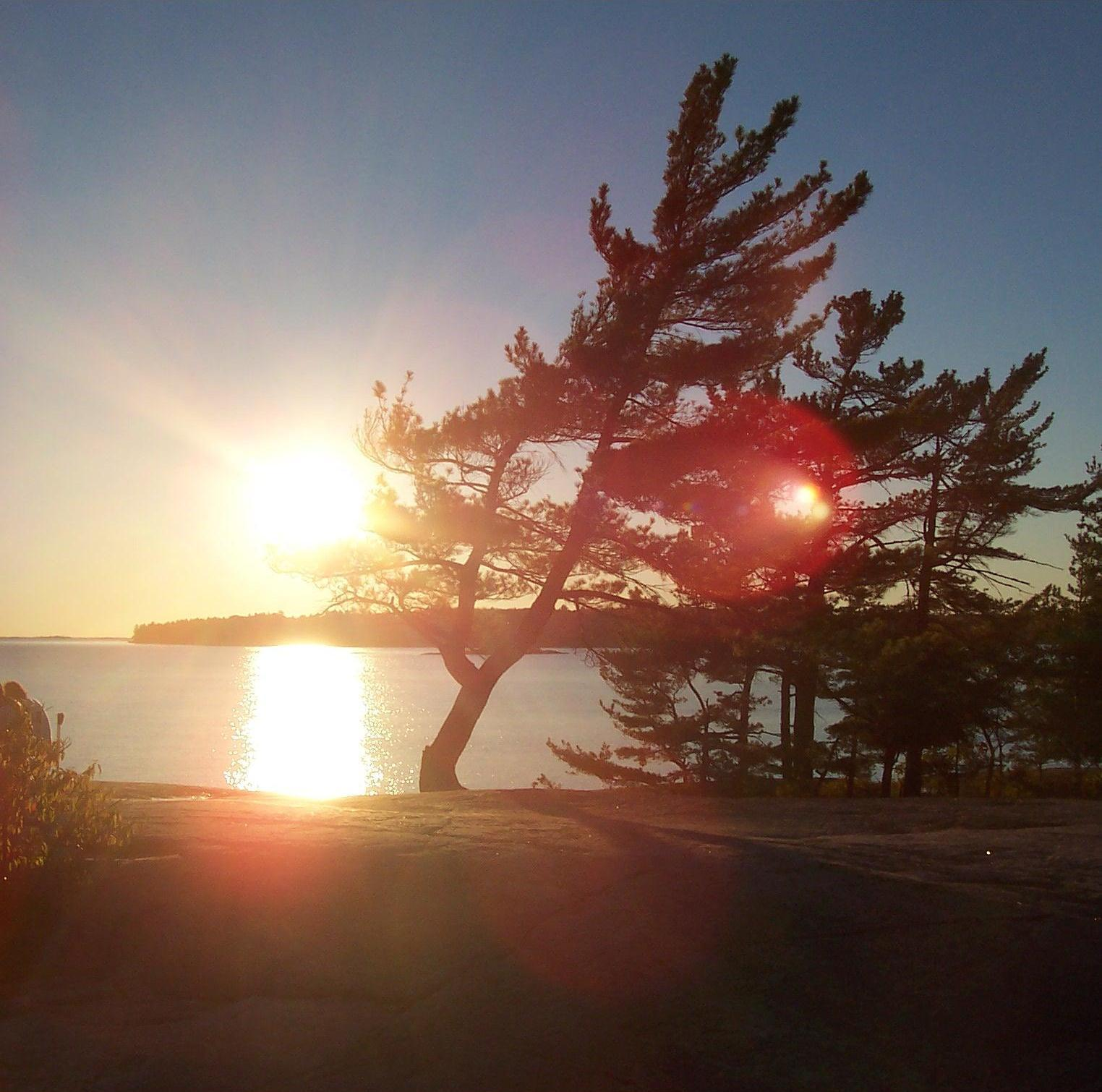
Natywna wejmutka na wygwiżdżu

Georgian Bay ma 320 km długości i 80 km szerokości. Powierzchnia tafli wynosi 15 tys. km². Jest ona prawie tego samego rozmiaru co całe Jezioro Ontario.
Wschodnia połać Georgian Bay stanowi południową granicę wielkiej formacji geologicznej zwanej Tarczą Kanadyjską. Pokrywy skalne z różowego granitu, wyszlifowane przez lodowce i szumiące na wiecznym wietrze, rdzennie kanadyjskie wejmutki to znamię wysp oraz linii brzegowej jeziora, uwiecznione w świadomości kogokolwiek kto był w jeziornym Ontario, np. w twórczości malarskiej Grupy Siedmiu przykładowo obrazem Fredericka Varleya, Stormy Weather, Georgian Bay (1921).
Zachodni brzeg zatoki, od Collingwood na północ, po Tobermory, tworzy Kuesta Niagary, ciągnąca się dalej wzdłuż południowej krawędzi wyspy Manitoulin. Brzegi, zbudowane z dolomitów, są tu z reguły wysokie na kilkadziesiąt metrów i urwiste.
Najbardziej na południe wysuniętą część Georgian Bay stanowi Zatoka Nottawasaga, nad którą leży Collingwood.

### Wyspy
Liczba wysp i wysepek zatoki sięga dziesiątek tysięcy. Większość z nich znajduje się w pobliżu wschodniej linii brzegowej. Noszą one zbiorczą nazwę "Trzydzieści Tysięcy Wysp" (ang. Thirty Thousand Islands). Najważniejszymi są:
- Parry Island, w pobliżu miejscowości Parry Sound,
- Manitoulin, ulokowana na północy zatoki, największa wyspa na świecie w jeziorze słodkowodnym

### Zlewisko
Korytarz wodny Trent-Severn Waterway łączy Georgian Bay z Jeziorem Ontario, począwszy od wylotu w nabrzeżnym miasteczku Port Severn (Ontario), ulokowanym w południowo-wschodnim krańcu Georgian Bay, idąc dalej za pośrednictwem akwenu jeziora Simcoe, w pobliżu miasta Trenton (Ontario) skończywszy.
Nieco dalej na północ, jezioro Nipissing jest połączone z Georgian Bay ujściem rzeki French River.

### Ochrona przyrody
Szereg wysp w południowej części zatoki obejmuje Park Narodowy Georgian Bay Islands. Północny kraniec Półwyspu Bruce'a obejmuje Park Narodowy Bruce Peninsula, natomiast akwen u jego brzegów – Narodowy Park Morski Fathom Five. Tereny na północnym brzegu zatoki w rejonie Killarney obejmuje Killarney Provincial Park, fragment wybrzeża na południu zatoki, koło Penetanguishene – Awenda Provincial Park, zaś niewielki obszar na samym południowym skraju, nad brzegiem zatoki Nottawasaga koło Collingwood – Wasaga Beach Provincial Park.
W październiku 2004 wschodni obszar akwenu przybrzeżnego zatoki, Georgian Bay Littoral, został mianowany dziedzictwem przyrodniczym ludzkości, po nadaniu mu rangi rezerwatu biosfery przez UNESCO.

### Osady
Miasteczka Midland i Penetanguishene, ulokowane na południowym brzegu zatoki, stanowią osady letniskowe. Collingwood, Meaford i Wasaga Beach leżą wokół zatoki Nottawasaga. Owen Sound oraz Wiarton leżą na Półwyspie Bruce’a, oddzielającym zatokę od tafli głównej jeziora Huron na zachodzie, tworzącym przy tym część południowo-zachodniej linii brzegowej zatoki.
Tobermory jest położone na północnym końcu półwyspu Bruce’a. Prom samochodowy o nazwie "Chi-Cheemaun" (w języku tutejszych Indian: Wielkie Czółno) łączy osadę Tobermory na półwyspie Bruce'a z osadą South Baymouth na wyspie Manitoulin. Port w Parry Sound, na wschodnim brzegu zatoki, jest najgłębszym słodkowodnym portem świata. Z uwagi na stosunkowo łatwy dojazd samochodem z Toronto czy Sudbury cieszy się on bardzo dużą frekwencją turystyczną.

## Historia
Prace archeologiczne wskazują na stałe tubylcze zamieszkiwanie południowej Tarczy kanadyjskiej od co najmniej 11 000 lat. Ślady osad z późnego paleolitu znaleziono na wyspie Manitoulin, oraz w okolicy Killarney. W chwili kontaktu z Europejczykami francuskimi Indianie Odżibwe oraz Ottawa, którzy (jedni i drudzy) nazywają samych siebie mianem Anishinaabe (w liczbie mnogiej: Anishinaabeg), zamieszkiwali wszystkie brzegi zatoki.
Indianie Huroni (czyli Wyandoci) oraz Indianie z plemienia Tionontati zamieszkiwali ziemie na południu.
Pierwszy znanym Europejczykiem, który zawitał na brzegi Georgian Bay, był prawdopodobnie nastoletni tłumacz-czeladnik Étienne Brûlé, którego Francuzi wysłali w 1610 r. w teren "na studia" do indiańskiej społeczności Onontchataronon, ludzi posługujących się językiem algonkińskim, zamieszkujących zlewisko rzeki Ottawy. Indianie Ci przemieszczali się każdej zimy w pobliże wiosek innych Indian, Arendarhonon, z konfederacji Huronów, zamieszkujących południowe obrzeże Georgian Bay, obecnie znane z tego powodu mianem Huronii. Tłumacz Brulé powrócił w te strony raz jeszcze w 1611 r. W podobnych okolicznościach, tegoż lata, inny młody tłumacz znany jako Thomas, zatrudniony był przez francuskiego chirurga i kupca futer, Daniela Boyera, i także prawdopodobnie zawitał do Huronii w towarzystwie Indian Onontchataronon. W 1615 r. pracodawca Brulégo, francuski podróżnik Samuel de Champlain, sam zawitał na Georgian Bay, a nawet spędził u jej brzegu zimę.
Nieco przed nim przybył na jej brzegi misjonarz Récollet, Joseph Le Caron, który później żył z Huronami w ich wioskach w latach 1615-16 i 1623-24. Inny misjonarz, Sagard, przybył tu w latach 1623-34. Z kolei francuski jezuita Jean de Brébeuf rozpoczął prace misyjne w terenie Huronii około 1626 r., a misyjny fort Sainte-Marie, pierwsza przetrwała osada Europejczyków na obszarze Ontario, utworzony został w 1639 r. na miejscu dzisiejszego miasteczka Midland. Zrekonstruowana misja jezuicka, Sainte-Marie among the Hurons, jest obecnie skansenem prowincjonalnym utrzymywanym przez prowincję Ontario. Położony opodal jest Martyrs' Shrine, kościół katolicki pod wezwaniem Canadian Martyrs, tzn. jezuitów zabitych przez okolicznych Indian w XVII wieku.
Penetanguishene (Ontario), także ulokowany w pobliżu Midlandu, stanowił bazę marynarki w 1793, za sprawą admirała Johna Graves Simcoe, którego nazwiskiem nazwano jezioro Simcoe.

### Bitwy morskie
W roku 1814, u schyłku wojny brytyjsko-amerykańskiej, w południowej części akwenu Zatoki Georgian, toczono bitwy morskie. 17 sierpnia 1814 r., przy ujściu rzeki Nottawasaga River, blisko plaży znanej jako Wasaga Beach, brytyjski szkuner HMS "Nancy" został zatopiony przez okręty amerykańskie. Kilka tygodni później "Nancy" została pomszczona, kiedy to z kolei okręty amerykańskie zostały zdobyte przez angielskich marynarzy w części zatoki znanej jako Detour Passage.

## Kultura

### Nazwa
Nazwy wysp takie jak "Manitoulin" (pochodna od Gitchi Manitou, czyli Wielkiego Ducha) oraz "Giant's Tomb" (Grób Olbrzyma) wskazują na bogate życie kulturowe w tym regionie. Tubylcze społeczności nadal żyją w obrębach swoich tradycyjnych jeziorno-leśnych terytoriów, praktykując życie tradycyjne, z dala od zgiełku urbanistycznej Kanady.
Podróżnik i przyszły pierwszy gubernator Nowej Francji (francuskiej Kanady), Samuel de Champlain, nazwał ten akwen Morzem Łagodnym, pod wpływem lokalnego folkloru Huronów.
Natomiast Georgian Bay zmapował jako pierwszy w 1815 r. kapitan William Fitzwilliam Owen, który sensownie nazwał to jezioro mianem Lake Manitoulin, zgodnie z tradycją lokalną. Jednak jego następca Henry Bayfield, sporządził później znacznie precyzyjniejsze mapy zatoki, nazwał ją do dziś obowiązującą nazwą monarchiczną, na cześć angielskiego króla Jerzego IV.

### Legenda Kitchikewana
Hurońska legenda opisuje bogą Kitchikewana, olbrzyma, który pewnego dnia wrył jedną swą olbrzymią dłoń w skaliste grunty okolicy, po czym cisnął wydobytą przezeń ziemią w kierunku Wielkich Jezior. Ziemia utworzyła krainę 30 000 Wysp, a zagłębienia wyryte przez jego palce, to pięć długich zatok: Midland Bay, Penetang Bay, Hog Bay, Sturgeon Bay, oraz Matchedash Bay. Ukojony, bóg-olbrzym położył się do snu i śpi nadal, na Giant's Tomb Island.